# Parantica hypowattan
Parantica hypowattan (tên tiếng Anh Morishita Tiger) là một loài bướm ngày thuộc họ Danaidae. Nó là loài đặc hữu của Indonesia. 